# Communauté de communes de l'Île de Ré
La communauté de communes de l'Île de Ré est une communauté de communes française, située dans le département de la Charente-Maritime et la région Nouvelle-Aquitaine.

## Historique
- 18 avril 2008 : Lionel Quillet, maire de Loix, succède à Léon Gendre, président sortant et maire de La Flotte, à la présidence de la communauté de communes[2]
- 17 mars 2008 : déménagement du siège dans l'aile St Michel, restaurée, de l'enceinte de l'hôpital de Saint-Martin-de-Ré.
- 30 décembre 1993 : création de la communauté de communes
- 22 novembre 1993 : délimitation du périmètre de la communauté de communes

## Territoire communautaire

### Géographie physique
Située au nord-ouest  du département de la Charente-Maritime, la communauté de communes de l'île de Ré regroupe 10 communes et présente une superficie de 85,3 km2.

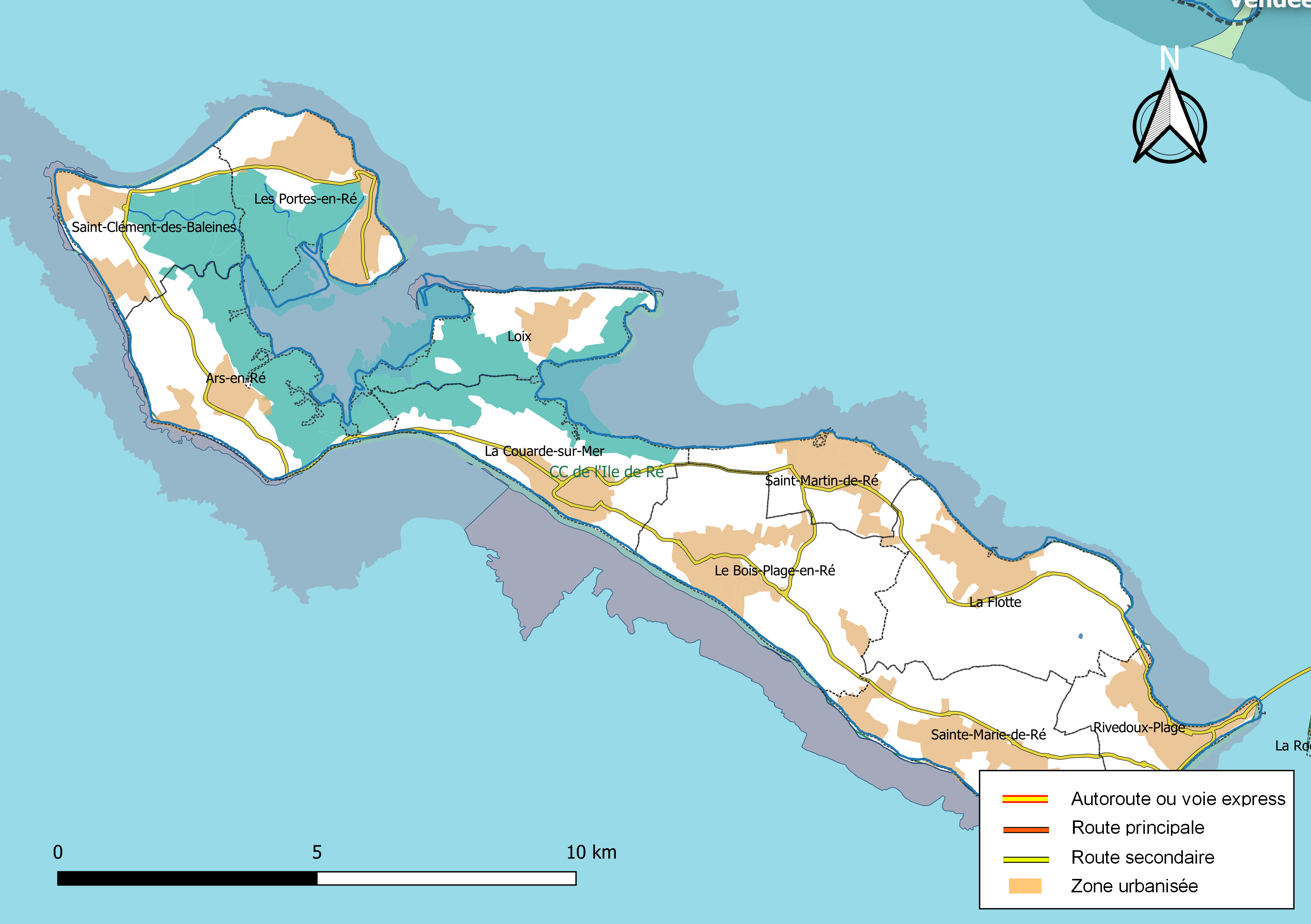
Carte de la communauté de communes de l'île de Ré au 1er janvier 2019.

### Composition
La communauté de communes est composée des 10 communes suivantes :

| Nom                        | Code Insee | Gentilé      | Superficie (km2) | Population (dernière pop. légale) | Densité (hab./km2) |
| -------------------------- | ---------- | ------------ | ---------------- | --------------------------------- | ------------------ |
| Saint-Martin-de-Ré (siège) | 17369      | Martinais    | 4,7              | 2 309 (2022)                      | 491                |
| Ars-en-Ré                  | 17019      | Arsais       | 10,95            | 1 306 (2022)                      | 119                |
| Le Bois-Plage-en-Ré        | 17051      | Boitais      | 12,18            | 2 177 (2022)                      | 179                |
| La Couarde-sur-Mer         | 17121      | Couardais    | 8,8              | 1 112 (2022)                      | 126                |
| La Flotte                  | 17161      | Flottais     | 12,32            | 3 131 (2022)                      | 254                |
| Loix                       | 17207      | Loidais      | 6,7              | 742 (2022)                        | 111                |
| Les Portes-en-Ré           | 17286      | Portingalais | 8,51             | 582 (2022)                        | 68                 |
| Rivedoux-Plage             | 17297      | Rivedousais  | 4,52             | 2 428 (2022)                      | 537                |
| Saint-Clément-des-Baleines | 17318      | Villageois   | 6,8              | 712 (2022)                        | 105                |
| Sainte-Marie-de-Ré         | 17360      | Maritais     | 9,84             | 3 392 (2022)                      | 345                |

### Démographie
| 1968  | 1975   | 1982   | 1990   | 1999   | 2006   | 2011   | 2016   | 2020   |
| ----- | ------ | ------ | ------ | ------ | ------ | ------ | ------ | ------ |
| 9 805 | 10 274 | 11 396 | 13 969 | 16 499 | 17 640 | 17 828 | 17 455 | 17 503 |

- Évolution annuelle de la population (entre 1999 et 2006): + 0,99 % (+ 1,07 % pour le département).
- Évolution annuelle de la population (entre 1990 et 1999): + 1,87 % (+ 0,61 % pour le département).

## Fiscalité
- Régime fiscal au 1er janvier 2007: Fiscalité additionnelle sans taxe professionnelle de zone

## Compétences
- Aménagement de l'espace
  - Etudes et programmation (à titre obligatoire)
  - Organisation des transports non urbains (à titre facultatif)
  - Prise en considération d'un programme d'aménagement d'ensemble et détermination des secteurs d'aménagement au sens du code de l'urbanisme (à titre facultatif)
  - Schéma de cohérence territoriale (SCOT) (à titre obligatoire)
- Autres (à titre facultatif)
  - Construction, aménagement et entretien des cheminements cyclables hors agglomération au sens du Code de route et en agglomération en cas de site propre
  - Réalisation de toute étude ayant pour objet de déterminer l'opportunité d'une extension des compétences statutaires de la communauté de communes
  - Aide financière aux communes pour l'accueil des gendarmes saisonniers et la prise en charge de leurs loyers
  - Construction, aménagement et entretien de la gendarmerie
  - Réhabilitation, entretien et gestion de l'aile Saint Michel située à Saint-Martin-de-Ré
  - Étude pour l'installation et le maintien des services publics nationaux, dont La Poste
  - Protection animalière en relation avec l'association APAR
- Développement et aménagement économique - Action de développement économique (Soutien des activités industrielles, commerciales ou de l'emploi, soutien des activités agricoles et forestières...) (à titre obligatoire)
- Développement et aménagement social et culturel - Construction ou aménagement, entretien, gestion d'équipements ou d'établissements culturels, socioculturels, socioéducatifs, sportifs (à titre optionnel)
- Environnement
  - Collecte et traitement des déchets des ménages et déchets assimilés (à titre optionnel)
  - Protection et mise en valeur de l'environnement (à titre optionnel)
- Logement et habitat
  - Opération programmée d'amélioration de l'habitat (OPAH) (à titre optionnel)
  - Politique du logement non social (à titre optionnel)
- Sanitaires et social - Action sociale (à titre optionnel)
- Tourisme

Le 29 octobre 2015, le Conseil Communautaire de la Communauté de Communes de l'île de ré a approuvé la création de la Société Publique Locale (SPL) Destination Ile de Ré pour la gestion de l'office de tourisme intercommunal. Ainsi le 4 janvier 2016, la Communauté de Communes de l'île de Ré et la SPL Destination Ile de Ré ont conclu une délégation de service public pour une durée de 5 ans. Les 10 Offices de tourisme de l'Ile sont concernés.

## Sources et références
1. ↑  Statuts et compétences de la communauté de communes de l'Île de Ré.
2. ↑  Flash info de Ubacto du 18 avril 2008
3. ↑  « Chiffres-clés du territoire de l'intercommunalité. », sur le site de l'Insee (consulté le 30 août 2019).
4. ↑  Séries historiques sur la population et le logement en 2016 - CC de l'Île de Ré (241700459)., sur le site de l'Insee (consulté le 3 septembre 2019)
5. ↑  « Extrait du registre des délibérations du conseil communautaire », sur cdciledere.fr, 29 octobre 2015 (consulté le 10 décembre 2018).
6. ↑  « Mentions légales et CGU », sur Destination Ile de Ré | Site Officiel de l'Office de Tourisme, 11 mai 2017 (consulté le 23 février 2023).

- Le splaf - (Site sur la Population et les Limites Administratives de la France)
- La base aspic de la Charente-Maritime - (Accès des Services Publics aux Informations sur les Collectivités)